# شوکو وادا
شوکو وادا (انگلیسی: Shoko Wada؛ زادهٔ ۱۰ ژانویهٔ ۱۹۵۲) بازیکن هندبال اهل ژاپن بود.